# Hellsing
 (јап. ヘルシング, Herushingu) je japanska manga koju je napisao i ilustrovao Hirano Kota. Manga je prvo izašla u časopisu  1997. godine, a završila se u septembru 2008. godine. Prati misterioznu i tajnu organizaciju Helsing dok se bori protiv vampira, zombija i drugih paranormalnih neprijatelja koji žele da ugroze Englesku.
U 2001. godini, Hirano je u posebnoj ediciji Young King OURs izbacio „Hellsing: Početak”, mangu koja se bavi prošloću glavnih likova.
Anime seriju je proizveo studio Gonzo. Režiser je bio Umanosuke Ida, a scenarista Čijaki Konaka. Ima 13 epizoda, i potpuno je drugačija priča od mange. Puštala se na japanskoj televiziji od oktobra 2001. do januara 2002 godine.
Originalna video animacija (OVA) koja se zvala Hellsing Ultimate je za razliku od originalnog Hellsing−a pratila priču iz mange. Serija je imala 10 epizoda, i trajala je od februara 2006. do decembra 2012. godine.

## Priča
Radnja priče je o Kraljevskom redu protestanskih vitezova koje je vodio Abraham Van Helsing. Helsingova misija je bila da pronalazi i uništava nemrtve i ostale nadrealne pojave koje mogu ugroziti Kraljicu i domovinu. Organizaciju trenutno vodi Ser Integra Feirbruk Vingejts Helsing, koja je nasledila vođstvo nad organizacijom posle smrti njenog oca. Nju štite verni batler porodice Helsing i bivši vojnik u službi njenog oca, Volter Dornez. Među njenim saveznicima je i Alukard, prastari vampir koji je prihvatio da služi porodici nakon što je izgubio od Abrahama Van Helsinga sto godina pre događaja u mangi. Pojavljivanje nemrtvih sve je češće u Engleskoj i svetu, i Ser Integra pokušava da otkrije razlog za to.
Manga obiluje scenama borbe i nasilja koje se pojavljuju između političkih intriga zaraćenih strana.

## Manga
Manga se prvi put pojavila u časopisu  1997. godine i trajala je 11 godina do zadnjeg poglavlja koji je izašao u novembru 2008. godine. Izadavačka kuća Dark Horse Comics je licencirala mangu na engleski jezik. Prvi tom je izašao 1. decembra 2003. godine i trajao do 19. maja 2010, kompanija je prevela sve knjige, svih deset tomova.

### Zapaljeni krst
Zapaljeni krst je priča iz tri poglavlja koja prati Hajnkel Vulf i Jumiko Takagi, sa pojavljivanjem Aleksandra Andersona i Enrika Maksvela. Hajnkel i Jumiko, katolička kaluđerica i ubica, rade za Iscariot organizaciju. Za vreme tri poglavlja njih dve se sreću sa mnogim neprijateljima u koje spadaju: islamski teroristi, komunistički revolucionari i čudan paganski kult.

### Hellsing: Početak
U 2001, Hirano je počeo da izdaje poglavlja priče iz prošlosti „Helsing: Početak” u specijalnoj ediciji Young King OURs-a, od kojih je šest poglavlja bilo izdato u maju 2009. godine. Radnja prati četrnaestogodišnjeg Voltera C. Dorneza i Alukarda u obliku male devojčice, dok napadaju Milenijumsku bazu za operacije u Poljskoj za vreme Varšavskog ustanka.

## Likovi (OVA)
Najbitniji likovi su:
- Alukard (Đouđi Nakata)[4]
- Seras Viktorija (Fumiko Orikasa)[4]
- Ser Integra Feirbruk Vingejts Helsing (Jošiko Sakakibara)[4]
- Volter C. Dornez (Motomu Kijokava)[4]
- Aleksandar Anderson (Norio Vakamoto)[5]

## Muzika
Muziku anime serije je komponovao Jasuši Iši i prodavana je u dvodelnom setu. „Helsing originalni soundtrek: Provala” je izdat 22. novembra 2001. godine i u njemu se nalazi 20 numera. Drugi soundtrek, „Helsing originalni sountrak: Propast”, sadrži još 22 numere i izdat je 22. februara 2002. godine.
U anime seriji su se koristile dve muzičke melodije. Logos Naki World („Svet bez Boga”) od Jasušija Išija koja se koristi kao početna špica za svih trinaest epizoda. Mr.Big izvodi drugu pesmu Shine („Sijati”) za završnu špicu. U Hellsing Ultimate muziku je komponovao Hajao Macuo, a izvodio je varšavski filharmonijski orkestar sve do pete OVA-e. Šesta i sedma OVA uključuje pesme od japanske rok grupe Suilen sa nazivom  Magnolia i Shinto-Shite.
- Helsing
- Kosplej Seras i Alukarda na konvenciji Japan Expo 2012. godine

## Spoljašnje veze
- (језик: јапански)
- 1-4 recenzija
- 5-8 recenzija